# Anastasia Kobekina
Anastasia Kobekina (Russisch: Анастасия Кобекина) (Jekaterinenburg, 26 augustus 1994) is een Russisch celliste.
Kobekina werd geboren in een muzikale familie. Haar eerste cellolessen kreeg ze toen ze vier jaar oud was. In 2006 werd ze toegelaten tot het Conservatorium van Moskou. In 2016 zette ze haar studie voort bij Jens Peter Maintz aan de Universiteit voor de Kunsten Berlijn en vervolgens bij Jérôme Pernoo aan het Conservatorium van Parijs. In het seizoen 2021-2022 was ze artist in residence bij de Edesche Concertzaal.
Ze was finalist op Eurovision Young Musicians 2008 en 2019 won ze een derde prijs op het Internationaal Tsjaikovski-concours.
Kobekina bespeelt een cello uit 1698 van Antonio Stradivarius.